# Wereldkampioenschappen boogschieten 1995
De wereldkampioenschappen boogschieten 1995 waren door de Fédération Internationale de Tir à l'Arc (FITA) georganiseerde kampioenschappen voor boogschutters. De 38e editie van de wereldkampioenschappen vond plaats in de Indonesische hoofdstad Jakarta van 1 tot en met 6 augustus 1995.

## Medailles

### Recurve
| Onderdeel             | Goud | Goud                                   | Zilver | Zilver                                          | Brons | Brons                                                    |
| --------------------- | ---- | -------------------------------------- | ------ | ----------------------------------------------- | ----- | -------------------------------------------------------- |
| Mannen (individueel)  | KOR  | Lee Kyung-chul                         | TPE    | Wu Tsung-yi                                     | KOR   | Oh Kyo-moon                                              |
| Mannen (team)         | KOR  | Kim Jae-rak Lee Kyung-chul Oh Kyo-moon | ITA    | Matteo Bisiani Michele Frangilli Andrea Parenti | USA   | Lonny King Richard McKinney Rodney White                 |
| Vrouwen (individueel) | MDA  | Natalia Valeeva                        | GER    | Barbara Mensing                                 | KOR   | Yoom Yoon-ja                                             |
| Vrouwen (team)        | KOR  | Hwang Jin-hae Kim Jo-sun Yoom Yoon-ja  | TUR    | Elif Altınkaynak Elif Ekşi Natalia Nasaridze    | INA   | Danahuri Dahliana Hamdiah Damanhuri Nurfitriyana Lantang |

### Compound
| Onderdeel             | Goud | Goud                                         | Zilver | Zilver                                      | Brons | Brons                                             |
| --------------------- | ---- | -------------------------------------------- | ------ | ------------------------------------------- | ----- | ------------------------------------------------- |
| Mannen (individueel)  | USA  | Gary Broadhead                               | USA    | John Vozzy                                  | AUS   | Phillip Tremellin                                 |
| Mannen (team)         | FRA  | Olivier Carreau Gérard Douis Thomas Randall  | USA    | Gary Broadhead Tom Chowe John Vozzy         | AUS   | Clint Freeman Michael Harkess Phillip Tremellin   |
| Vrouwen (individueel) | USA  | Angela Moscarelli                            | SWE    | Petra Ericsson                              | USA   | Inga Low                                          |
| Vrouwen (team)        | USA  | Inga Low Angela Moscarelli Michelle Ragsdale | SWE    | Petra Ericsson Helena Nelson Ulrika Sjöwall | ITA   | Anna Campagnoli Carmen Ceriotti Fabiola Palazzini |

### Medaillespiegel
| Plaats | Land             | Goud | Zilver | Brons | Totaal |
| 1      | Verenigde Staten | 3    | 2      | 2     | 7      |
| 2      | Zuid-Korea       | 3    | 0      | 2     | 5      |
| 3      | Frankrijk        | 1    | 0      | 0     | 1      |
| 3      | Moldavië         | 1    | 0      | 0     | 1      |
| 5      | Zweden           | 0    | 2      | 0     | 2      |
| 6      | Italië           | 0    | 1      | 1     | 2      |
| 7      | Chinees Taipei   | 0    | 1      | 0     | 1      |
| 7      | Duitsland        | 0    | 1      | 0     | 1      |
| 7      | Turkije          | 0    | 1      | 0     | 1      |
| 10     | Australië        | 0    | 0      | 2     | 2      |
| 11     | Indonesië        | 0    | 0      | 1     | 1      |
| Totaal | Totaal           | 8    | 8      | 8     | 24     |